# 태양의 피라미드
태양의 피라미드(스페인어: Pirámide del Sol)는 멕시코의 멕시코주 테오티우아칸에 위치한 피라미드형 건축물로, 3세기경에 지어진 것으로 추정된다. 테오티우아칸에 지어진 건물 가운데 최대 규모를 자랑하며, 메소아메리카 전체에서도 현존하는 것 가운데 두번째로 큰 건축물이다. 피라미드라는 건축 유형으로서도 태양의 피라미드는 세계에서 세 번째로 큰 피라미드이며, 이집트 기자의 대피라미드 (높이 146m)의 절반 가량이다.
테오티우아칸에 있는 '죽은 자의 길'을 향해 건설되었으며 사우다델라와 달의 피라미드 사이에 자리잡고 있다. 이들 피라미드는 테오티우아칸 시의 거대한 구조를 형성하고 있다.

## 역사

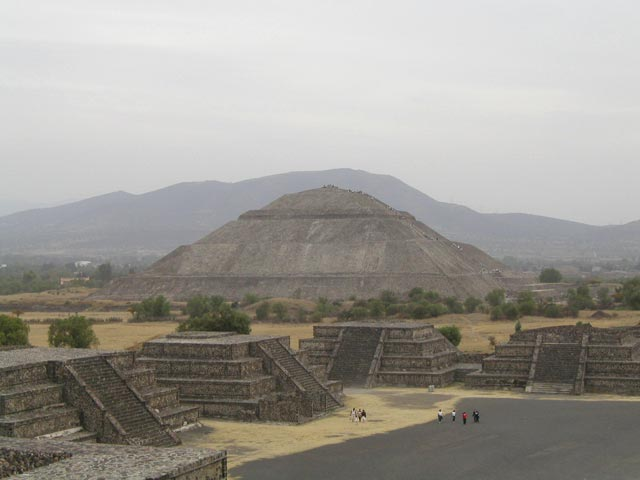
태양의 피라미드

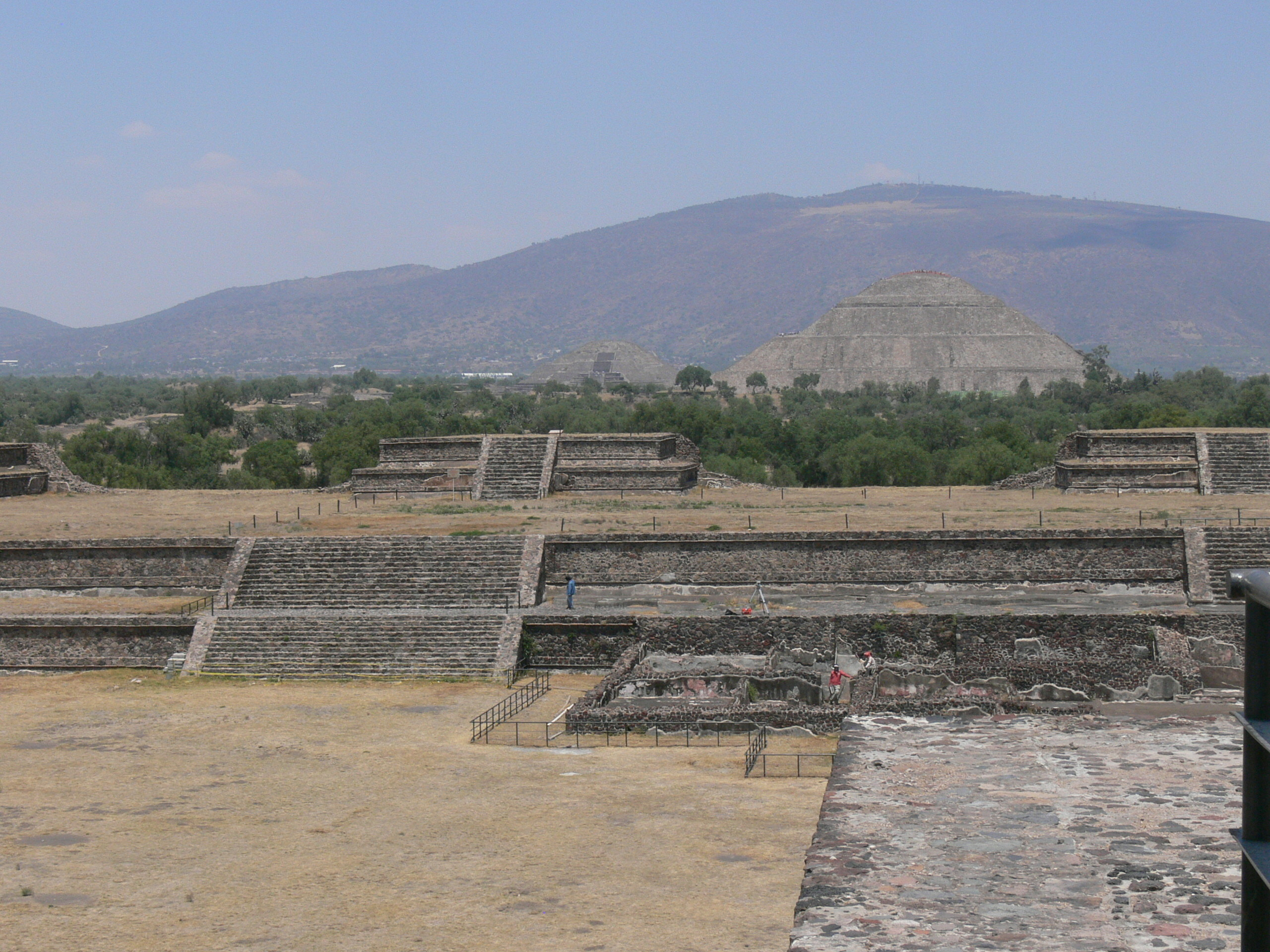
테오티우아칸과 태양의 피라미드

태양의 피라미드라는 이름은 테오티우아칸이 버려진 뒤 수백 년 후에 방문한 아즈텍인들이 붙인 명칭이다. 테오티우아칸을 건설한 사람들이 붙인 원래의 명칭은 알 수 없다.
태양의 피라미드는 테오티우아칸 자체가 만들어진 것과 같은 시기의 차콰리 시대 (서기 1년-150년경)에 건설이 시작된 것으로 보인다. 건설은 2단계에 걸쳐 진행되었는데, 제1단계는 서기 100년경에 진행되었으며 현재의 규모에 거의 비슷한 크기까지 건설되었다. 제2단계에서 지금과 같은 225m 사방, 높이 75m의 형상이 되었다. 한때 정상에 있던 제단도 제2단계 건설 단계에서 조성된 것으로 추정되지만, 현재는 남아 있지 않다.
고대의 테오티우아칸 사람들은 주변 지역에서 운반한 석고로 마무리하여 표면에 선명한 색채의 벽화를 남겼다. 피라미드 자체는 수세기나 버텼지만, 벽화나 석고는 현존하지 않으며, 재규어의 다리나 별, 딸랑이뱀 등 극소수 그림 흔적만이 남아 있다.
테오티우아칸의 시민들 사이에서는 어떠한 신을 숭배하기 위한 것으로 여긴 것으로 보이지만, 이 가설을 지지하는 증거는 거의 남아 있지 않다. 피라미드 정상에 있던 제단은 제대로 된 고고학적 조사가 이루어지기 전에 고의나 자연풍화로 파괴되었기 때문에 피라미드에서 숭배한 신이 무엇인가에 대해서는 밝혀지지 않았다.

## 구조와 위치
| 치수   | 값                                                        |
| ------ | --------------------------------------------------------- |
| 높이   | 71.17m                                                    |
| 기단부 | 794.79m²                                                  |
| 측면   | 223.48m                                                   |
| 1/2면  | 111.74m                                                   |
| 경사   | 32.494°                                                   |
| 표면적 | 59213.68m² (밑면이 정사각형이고 각면이 평면이라고 가정)   |
| 부피   | 1184828.31m³ (밑면이 정사각형이고 각면이 평면이라고 가정) |

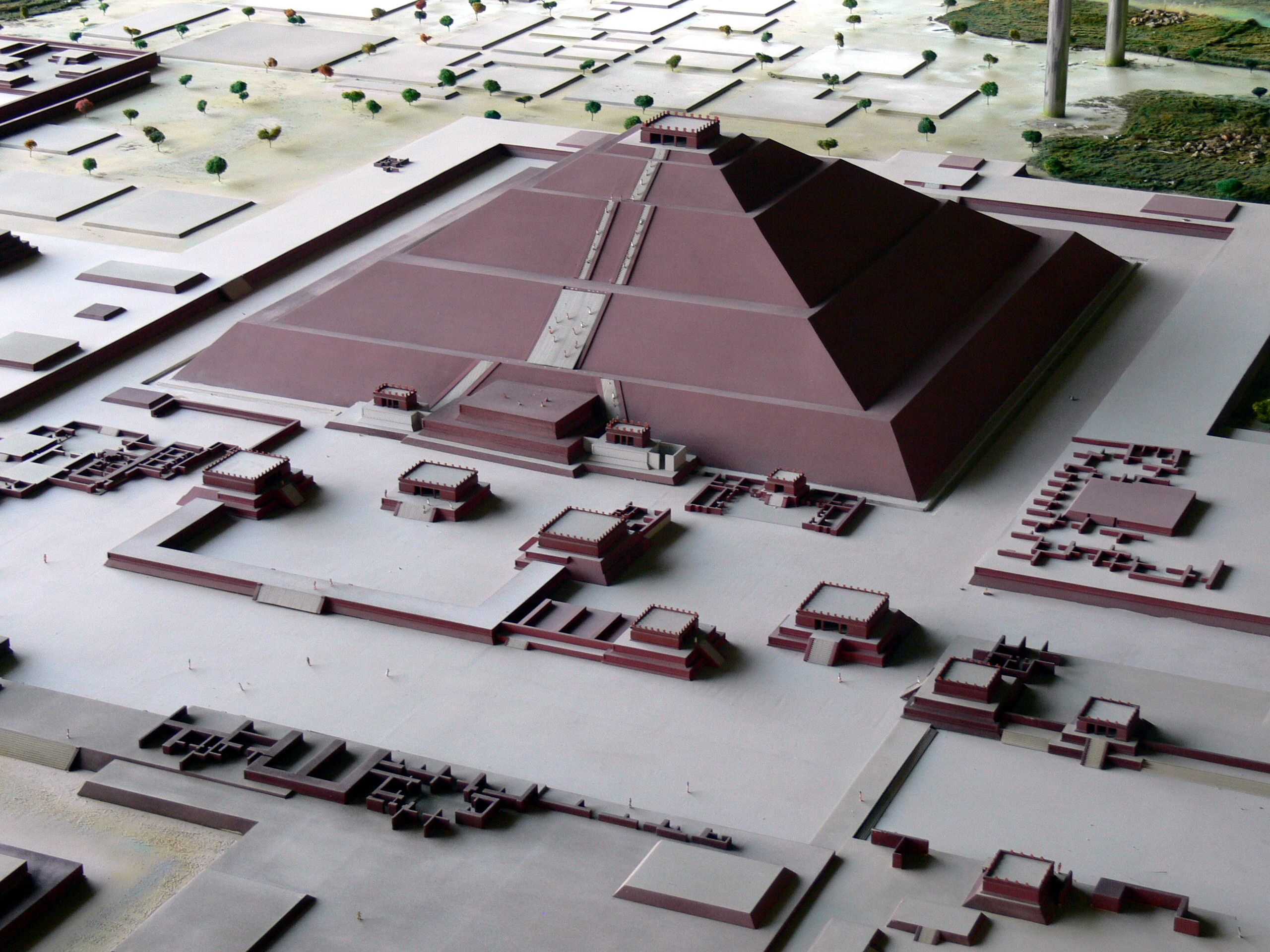
태양 피라미드를 재현한 모형

태양의 피라미드는 세로고르도 (Cerro Gordo)에서 곧바로 남쪽 방면에 위치해 있다. 메소아메리카 건축에서 종종 보이는 바와 같이, 특정 날의 일출 방향을 정면으로 두고, 그에 맞춰 방위가 일치하도록 세심하게 건설된 모습이다. 이는 태양의 피라미드 뿐만 아니라 죽은 자의 거리를 비롯한 테오티우아칸 도시 거의 전체가 동서남북 방위를 시계방향으로 15.25도 꺾은 각도로 건설되어 있다. 이러한 각도에 따라 매년 8월 13일과 4월 30일에 뜨는 일몰이 태양의 피라미드 정면에 배치하게 된다. 2월 11일과 8월 29일의 일출 역시 태양의 피라미드 바로 뒤에 배치되도록 설게되어 있다.
1971년 에르네스트 타보아다(Ernest Taboada)의 현장조사에서 피라미드 정면에 큰 굴이 발견되었다. 이 굴은 7m 깊이까지 파헤쳐져 있었으며 수세기 전의 돌과 잔해로 채워져 있었다. 잔해를 치운 결과 피라미드 바로 아래 암반을 뚫고 피라미드 중앙으로 향하는 103m 길이의 옆구덩이로 이어져 있었으며, 그 끝은 마치 네잎클로버처럼 4개 방으로 나뉘어진 구조로 되어 있었다. 과거에는 이 굴에 대해 자연스레 생긴 용암동굴로서 나와족의 전설에 등장하는 인류의 발상지 '치코모스토크'와 형태가 비슷하다는 설이 제기되었다. 그러나 조사 결과 이 굴은 인공적으로 만들어진 것으로 왕실 무덤일 가능성이 제기된다.
최근에는 뮤온 방사선 촬영을 통해 피라미드 내부에 다른 공간이 있는지를 조사하고 있다.

## 유물
피라미드 주변에서는 숨겨져 있던 몇 점의 출토품이 발견되고 있다. 피라미드 내부에서는 흑요석으로 만든 화살과 인형이 발견되었고, 달의 피라미드 주변과 케찰코아틀 신전에서도 비슷한 유물이 발견되었다. 이 인형은 제물의 죽은 자를 상징하는 것으로 여겨진다. 19세기 말에는 태양의 피라미드 근처에서 '테오티우아칸의 오셀롯'이라 불리는 독특한 유물이 발견되어 대영박물관에 소장되었다. 또한 피라미드 모퉁이 일대 발굴조사에서는 어린이를 매장한 흔적이 발굴되었으며 이들은 피라미드에 바쳐진 제물로 추정된다.

## 갤러리
위키미디어 공용에 태양의 피라미드 관련 미디어 분류가 있습니다.

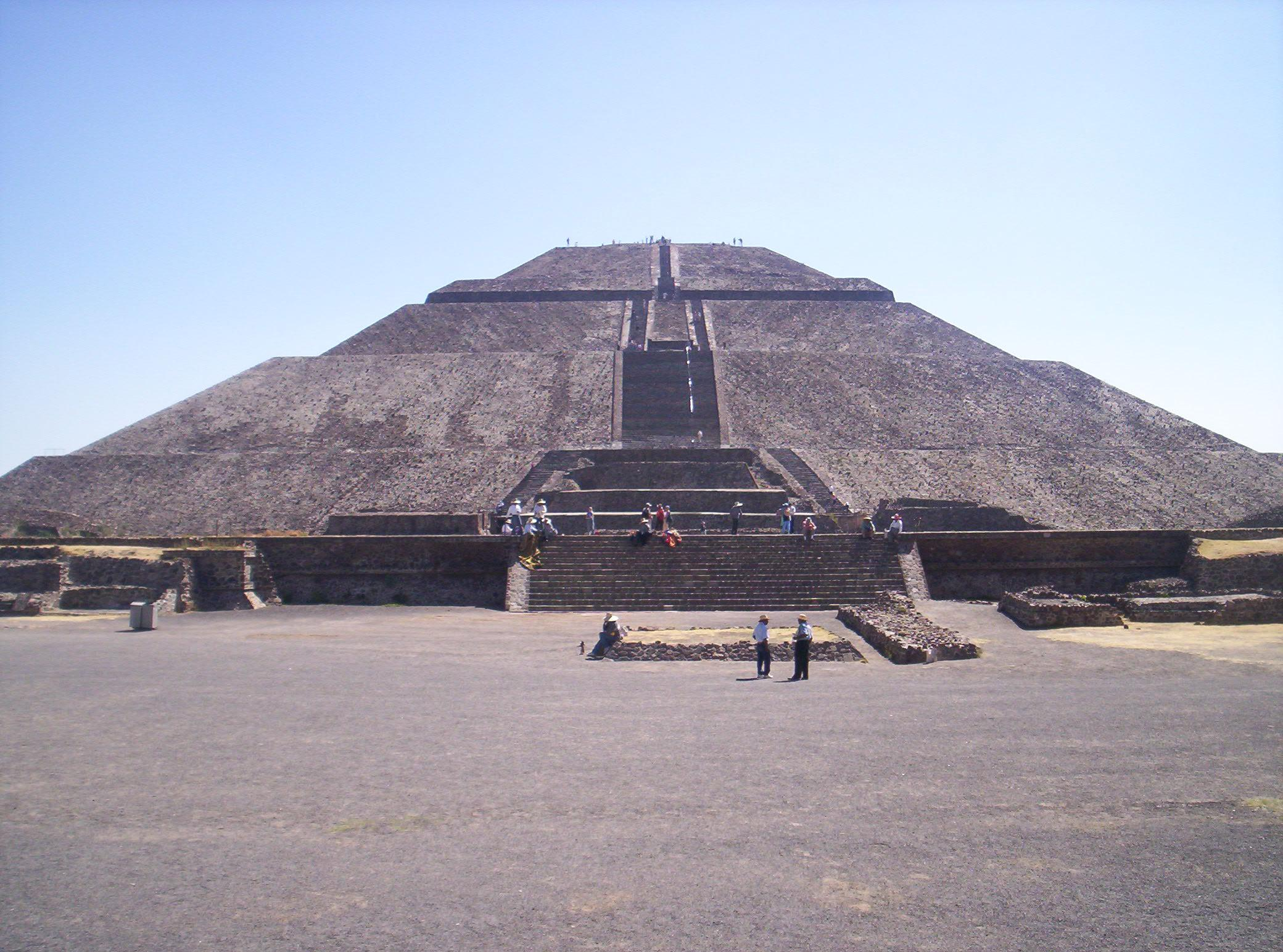
태양의 피라미드 정면
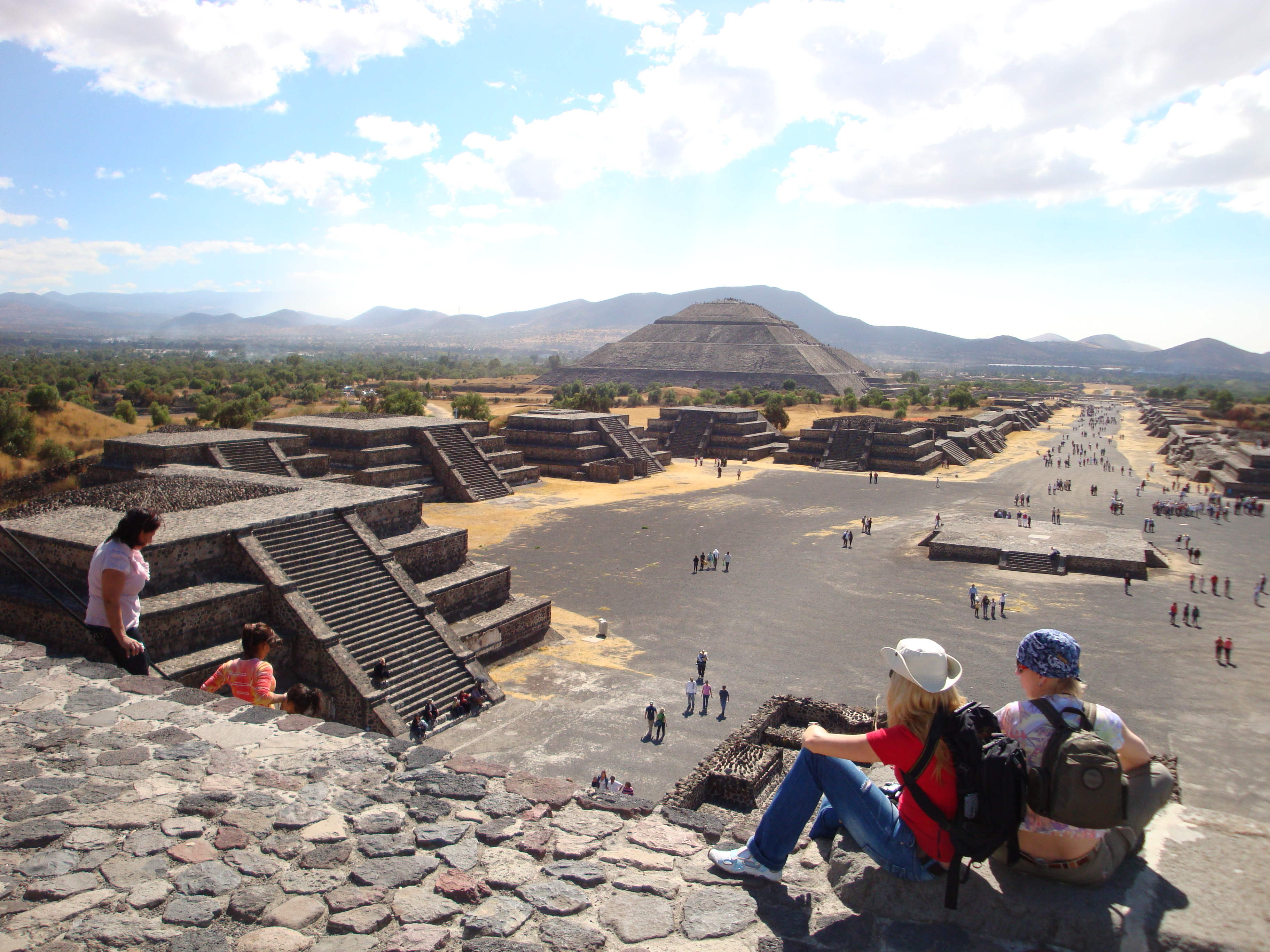
달의 피라미드에서 본 태양의 피라미드와 죽은 자의 거리
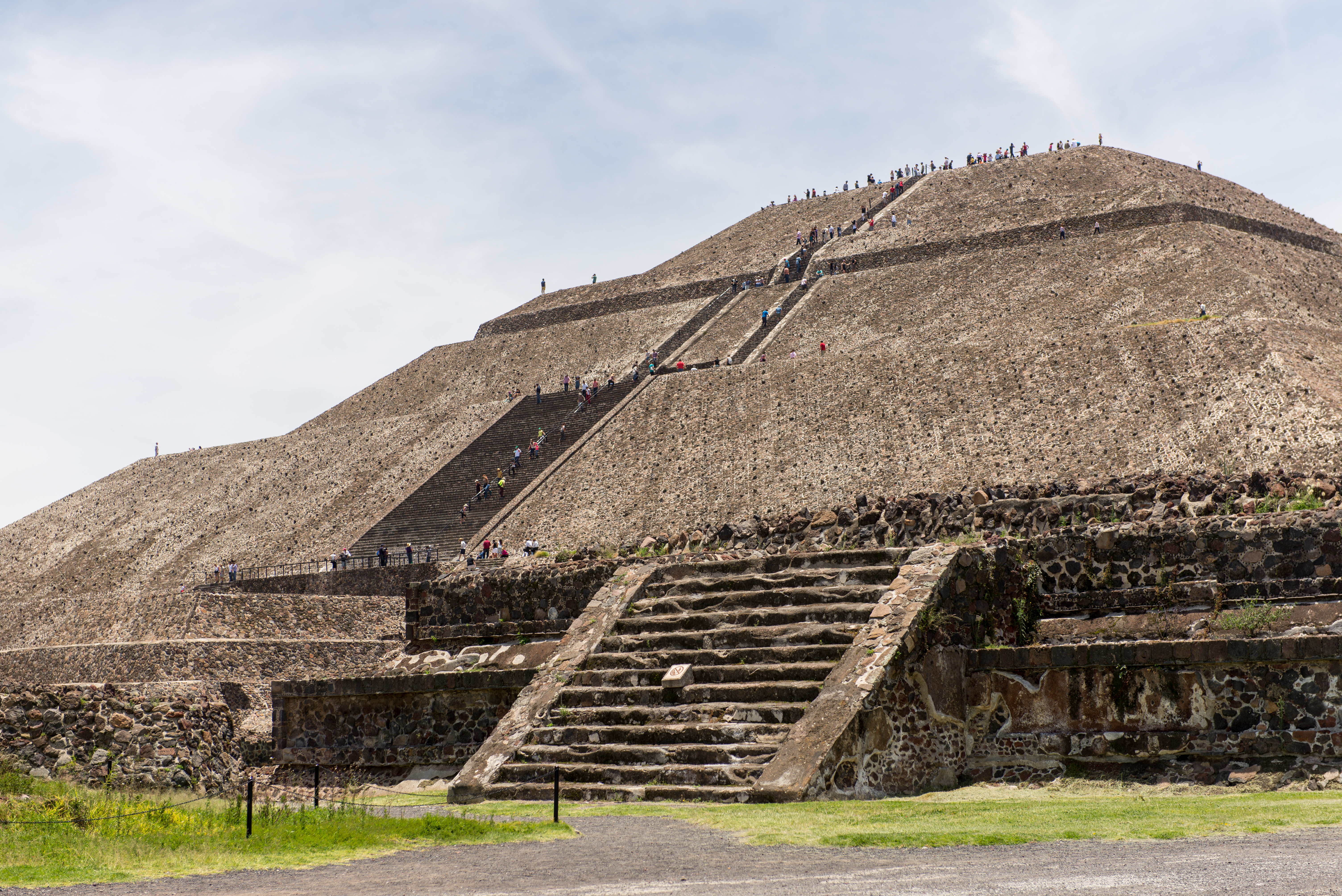
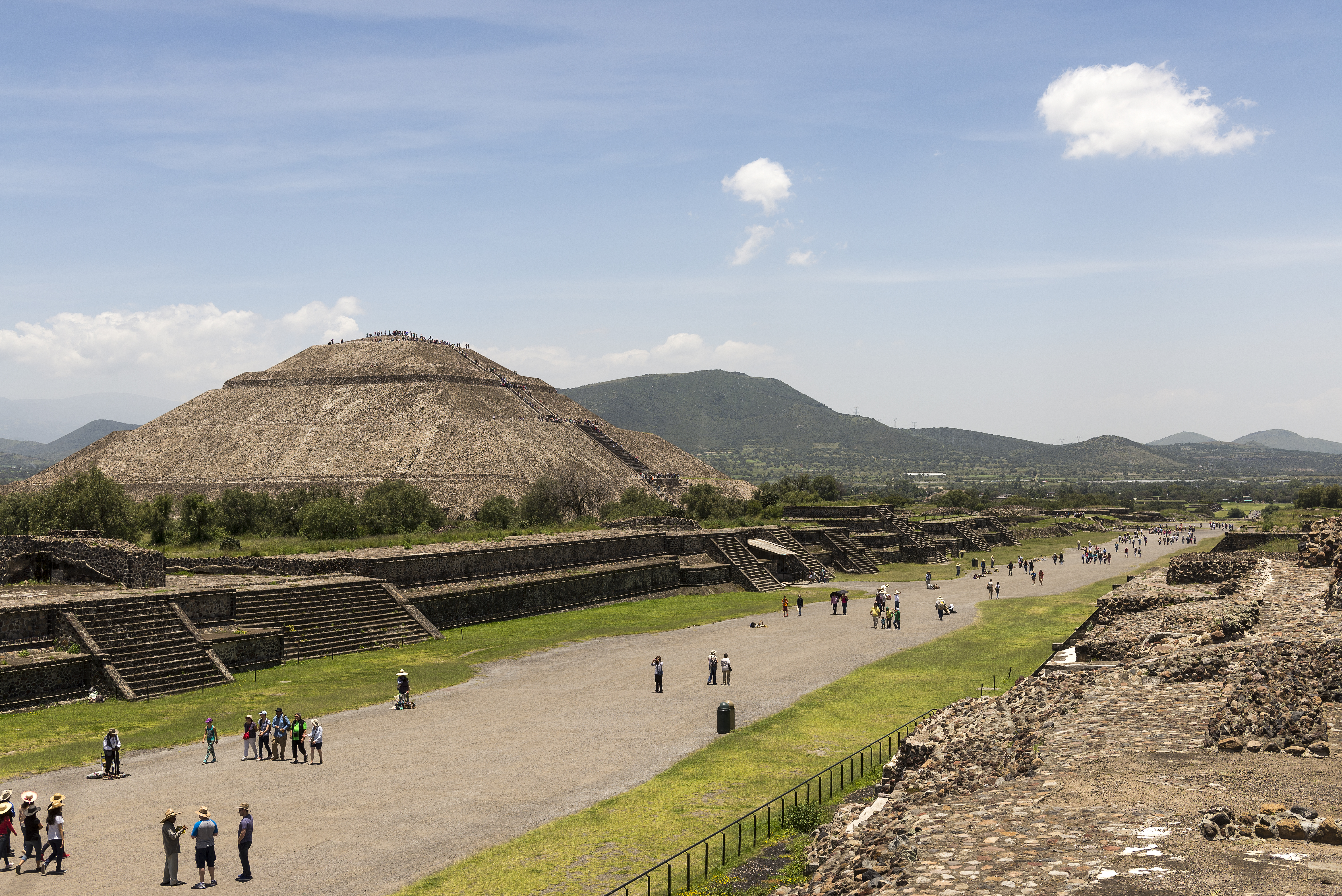
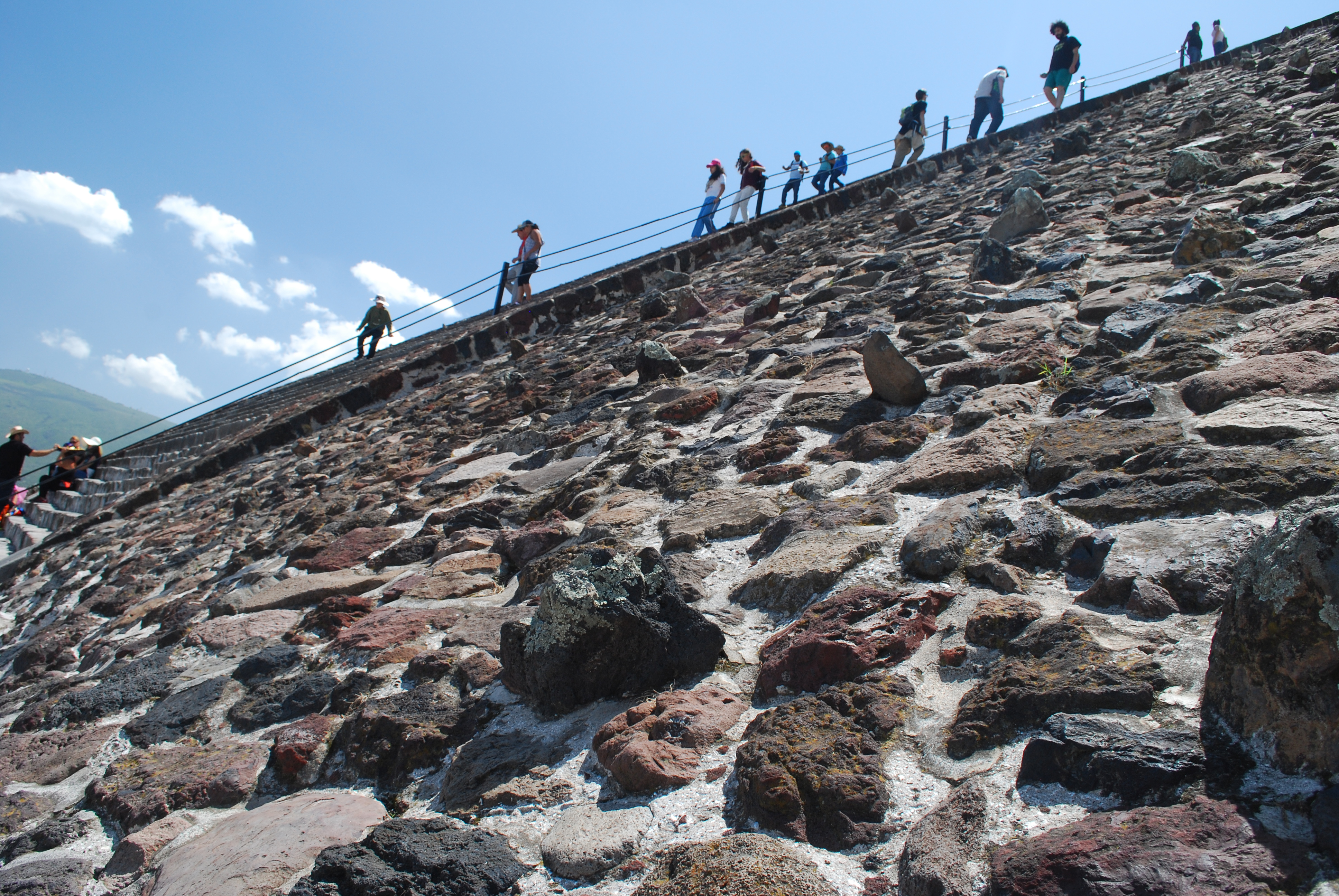
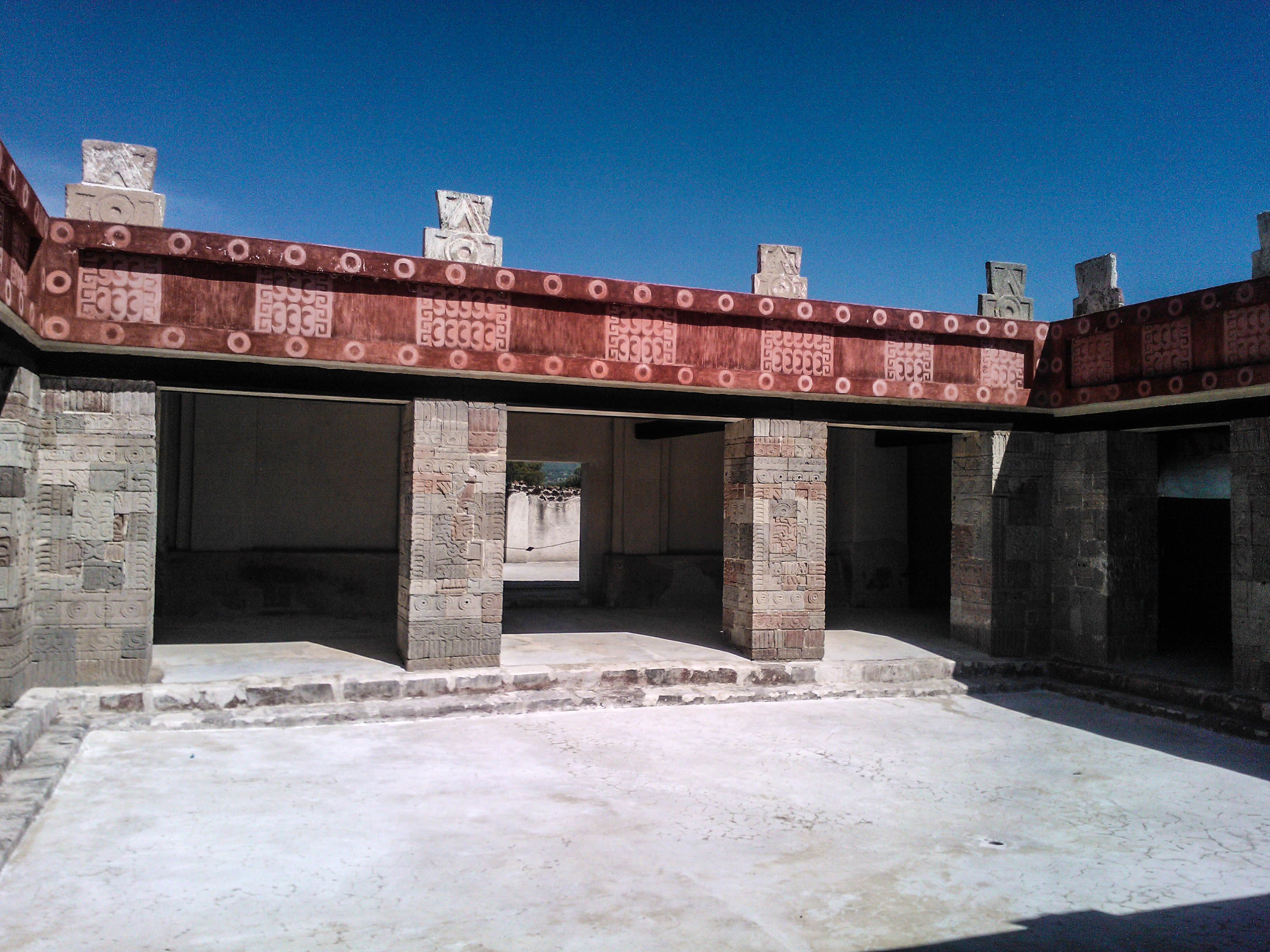

## 참고문헌
1. 1 2 3  "Teotihuacán." Britannica School. Encyclopædia Britannica, Inc., 2014. Web. 9 Dec. 2014.
2. ↑  "Pyramid of the Sun." Britannica.com October 6, 2024. Fact-checked by Britannica editors.
3. ↑  "Teotihuacán." Early Civilizations in the Americas Reference Library. Ed. Sonia G. Benson, Sarah Hermsen, and Deborah J. Baker. Vol. 2: Almanac, Vol. 2. Detroit: UXL, 2005. 315–332. Student Resources in Context. Web. 14 Dec. 2014.
4. ↑  Reynolds, Mark (1999). “A Comparative Geometric Analysis of the Heights and Bases of the Great Pyramid of Khufu and the Pyramid of the Sun at Teotihuacan”. 《Nexus Network Journal》 (Kim Williams Books) 1: 87–92. 2006년 8월 11일에 원본 문서에서 보존된 문서.
5. ↑  Ivan Šprajc, Ivan (2000). “Astronomical alignments at Teotihuacan, Mexico”. 《Latin American Antiquity》 11 (4): 403-415. doi:10.2307/972004.
6. 1 2  Ivan Šprajc.
7. ↑  Šprajc, Ivan (2001). 《Orientaciones astronómicas en la arquitectura prehispánica del centro de México》. Mexico City: Instituto Nacional de Antropología e Historia. ISBN 970-18-4180-8.
8. ↑  Doris Heyden, Doris (1975). “An Interpretation of The cave underneath the pyramid of the sun in teotihuacan, Mexico”. 《American Antiquity》. 40(2): 131-147. doi:10.2307/279609.
9. ↑  A. Menchaca-Rocha;  외. (2013). “Search for cavities in the Teotihuacan Pyramid of the Sun using cosmic muons: preliminary results”. 《Proceedings of Science》. X LASNP 012.
10. ↑  “British Museum Highlights”. 2015년 10월 18일에 원본 문서에서 보존된 문서. 2017년 6월 15일에 확인함.